# Gymnopsyra aspera
Gymnopsyra aspera là một loài bọ cánh cứng trong họ Cerambycidae.